# 里奧夸爾托德格雷西亞區
里奧夸爾托德格雷西亞區（西班牙語：Cantón de Río Cuarto），是哥斯達黎加的一個區，位於該國西北部阿拉胡埃拉省，處於波阿斯火山以北，海拔高度425米，該地區水資源豐富，2011年人口15,000。